# Alberto Navas
Alberto Navas (Sevilla, 1983) es un violinista español. 

## Carrera
En sus comienzos como profesional, Alberto Navas trabajó como músico de orquesta. Ha colaborado con agrupaciones como Orquesta Sinfónica del Gran Teatro del Liceu de Barcelona, Orquesta de la Comunidad Valenciana del Palau de Les Arts Reina Sofía, Orquesta de Valencia, Orquesta de la Región de Murcia, Orquesta Reino de Aragón, Orquesta Sinfónica de Castellón, entre otras. Será en su etapa de violinista moderno, donde Alberto Navas destaque, siendo nominado a varios premios. 
Ha realizado diversas grabaciones discográficas, así como para cine y televisión, lo que le ha llevado a colaborar con artistas como Fernando Ponce de León (ex-flautista de Mago de Oz), Jorge Arribas (ex-acordeonista de Celtas Cortos) o Bieito Romero (Luar na Lubre). Asimismo ha destacado como compositor, productor y arreglista para diversas formaciones. Ejemplo de ello es la edición de la partitura para el videoclip "Qué caprichosa la vida" del cantante David Civera, la composición de la BSO de la película "El Bandido Cucaracha" o el Himno del Club Deportivo Teruel.

### Discografía en solitario
- La Nacencia: Canciones Populares de Navidad (2022)
- Viajando al sur (2016)[1][2][3]
- Radizes (2014)[4][5]

### Discografía con otras agrupaciones
- V (2018) con Lurte
- Fierros d´a Baralla (2016) con Lurte
- On the air (2015) con Sweet Home Trío[6]
- Última Frontera (2013) con Lurte[7][8]
- Space & Time (2012) con Sweet Home Trío[9]

### Colaboraciones, Vídeos Musicales y Recopilatorios
- BSO La Estrella Azul con Orquesta Reino de Aragón (2023)
- Por San Marcos (Video-Directo) - (2019)
- Fandango Extremeño (Video-Directo) - (2019)
- Qadrit (Videoclip) con Lurte (2019)
- Viajando al Sur (Videoclip) - (2018)
- Marcharé contigo (Single) con Mario Lafuente (2017)
- Qué caprichosa la vida (Videoclip) con David Civera (2016)
- Última Frontera (Videoclip) con Lurte (2015)
- BSO El Bandido Cucaracha con Lurte (2015)
- Zillo Medieval (CD-Recopilatorio) con Lurte (2014)
- Verbündet VOL. 3 (CD-Recopilatorio) con Lurte (2014)
- Rock Estatal VOL. 11 (CD-Recopilatorio) con Lurte (2014)
- XXX Festa da Carballeira (CD-Recopilatorio) con Lurte (2013)
- Labordeta Clásico (CD) con Orquesta de Cámara del Maestrazgo (2012)
- Olivera d'Aragó (CD) con Ángel Villalba (2012)
- Brindis de taberna (Videoclip) con Lurte (2011)
- BSO Magic Journey to Africa con Orquesta de la Academia del Gran Teatro del Liceo de Barcelona (2010)